# Église du Sacré-Cœur de Calais
L'église du Sacré-Coeur de Calais est une église datant de la fin du XIXe siècle située à Calais, en France. 

## Localisation
L'ouvrage est situé rue du 11-Novembre à Calais, dans le département du Pas-de-Calais.

## Description et ouvrages remarquables
L'église est constituée de huit travées et sa nef est doublée de deux chapelles collatérales. Elle comporte un grand orgue de style néo-gothique inscrit au patrimoine des monuments historiques. Il a été conçu et installé par le facteur de Canterbury F.H Browne & Sons de 1867 à 1892. Il a été inauguré en 1892 par A. Péferan, organiste à Boulogne-sur-Mer. La facture actuelle date de son agrandissement en 1925 par le facteur Sequies de Lille. Son buffet est en chêne mouluré et ses tuyaux sont composés de cinq travées de tuyaux réparties en un corps central de trois plates-faces et deux tourelles latérales semi-hexagonales.
Une plaque présente dans la travée principale présente le texte ci-dessous :

« Monseigneur Henri Debout, prélat de la maison pontificale, Curé de l'église du Sacré-Coeur de Calais, en l'audience privée du 12 avril 1909 a obtenu de Sa Sainteté Pie X pour tout fidèle qui récitera en cette église pieusement et d'un coeur contrit, une prière en l'honneur du Sacré-Coeur, une Indulgence de 300 jours, applicable aux âmes du Purgatoire. Privilège confirmé à perpétuité par inscrit du 22 du même mois. »

Aujourd'hui l'église présente certaines dégradations en raison d'infiltrations d'eau,.

## Historique
La construction de l'église a commencé en 1867 avec J. Gheerbrant, aumônier du couvent du Sacré-Cœur et a été continuée en 1877 par le conseil municipal de Saint-Pierre-lès-Calais. Elle a été achevée en 1892 par Louis Debras, curé de la paroisse. Mgr Alfred Williez, évêque d'Arras, Boulogne et Saint-Omer ainsi que M. Dewavrin, maire de Calais, étaient membres du conseil de fabrique. 
L'architecte de l'édifice est M. E. Normand d’Hesdin et l'entreprise qui a réalisé les travaux est l’entrepreneur M. L. Boulard, de Saint-Pierre. 
L'église a été consacrée le 16 juin 1878, sous le pontificat de Léon XIII, par Mgr Jean-Baptiste-Joseph Lequette, évêque d'Arras, Boulogne et Saint-Omer.

## Liste des chapelains
Une plaque commémorative, située dans la nef rappelle la liste des chapelains de l'église du Sacré-Coeur.
| Nom du chapelain         | Période d'activité |
| ------------------------ | ------------------ |
| Jean-Baptiste Gheerbrant | 1871-1873          |
| Robert Parenty           | 1873-1882          |
| Zéphyrin Liénardi        | 1882-1891          |
| Louis Debras             | 1891-1894          |
| Auguste Lequien          | 1894-1906          |
| Henri Debout             | 1906-1912          |
| Jules Millequanti        | 1912-1914          |
| Auguste Fournier         | 1914-1943          |
| Joseph Pollet            | 1943-              |